# Merluccius capensis
Il nasello sudafricano  (Merluccius capensis  (Castelnau, 1861)), noto anche come nasello del Capo (Regolamento (CE) N. 216/2009), è un pesce osseo marino appartenente alla famiglia Merlucciidae. Poiché è noto anche con il nome di merluzzo sudafricano non va confuso con il Merluccius paradoxus.

## Descrizione
Parente stretto del nasello, a cui somiglia molto. La testa è grande, appuntita. La mandibola è prominente. La punta delle pinne pettorali raggiunge l'inizio della pinna anale. La pinna caudale ha margine diritto o con una piccola incisione centrale.
La colorazione è bruno chiaro sul dorso e argenteo o biancastro sul ventre.
Raggiunge una lunghezza massima di 140 cm, comunemente misura fino a 50 cm.

## Distribuzione e habitat
Questa specie è diffusa nell'Oceano Atlantico sud-orientale, lungo le coste del Sudafrica e dell'Angola. Vive sulla piattaforma continentale e sulla scarpata continentale, fino a 1000 metri di profondità, anche se preferisce mantenersi tra i 150 - 450 metri di profondità.
Migra verso sud a primavera e verso nord in autunno. Staziona nei pressi del fondo.

## Biologia
Effettua migrazioni stagionali verso acque più costiere (in primavera) e verso il mare aperto (nella stagione fredda).

### Alimentazione
I giovanili predano soprattutto crostacei e pesci lanterna mentre gli adulti consumano soprattutto altri naselli e sugarelli. Gli adulti praticano il cannibalismo.

### Riproduzione
La riproduzione avviene durante tutto l'anno. La crescita è molto rapida. Le femmine crescono più velocemente dei maschi.

## Pesca
Questa specie ha notevole importanza per la pesca commerciale. Viene catturata con reti a strascico, il paese che cattura le maggiori quantità è l'Angola. Viene spesso importato sui mercati europei. Le carni sono ottime. Le marinerie sudafricane che sfruttano questa specie sono certificate come sostenibili dal MSC.